# Filet (mięso)

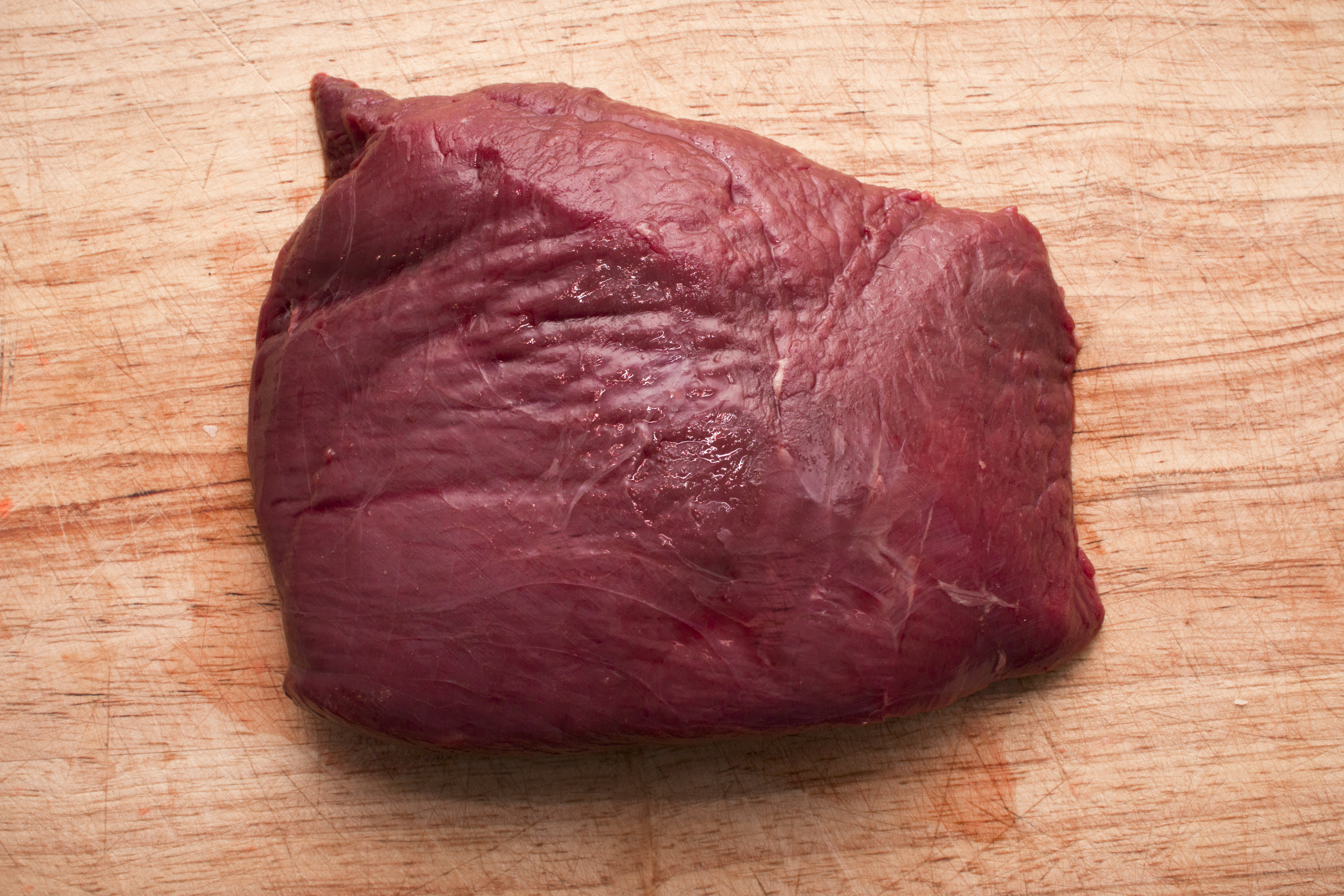
Filet z emu

Filet – część ryby lub tuszki drobiowej w postaci płatu mięsa, niezawierająca ości, kości ani skóry. Nazywa się tak również potrawę z odpowiednio oprawionego surowca. Bardzo często wykorzystywany w kuchniach świata.